# Diecezja Ourinhos
Diecezja Ourinhos (łac. Dioecesis Parvauratana) – diecezja Kościoła rzymskokatolickiego w Brazylii. Należy do metropolii Botucatu, wchodzi w skład regionu kościelnego Sul 1. Została erygowana przez papieża Jan Pawła II bullą Ad aptius consulendum w dniu 30 grudnia 1998. 